# Horváth János (pap)
Horváth János (Szeged, 1843. május 3. – Kiskunfélegyháza, 1891. december 4.) római katolikus pap, egyházi író.

## Élete
Iparos szülők gyermeke. Előbb a reáliskolába járt; azonban a papi pályához lévén kedve, a gimnáziumba lépett át. Tanulmányait Szegeden és Budapesten végezte. Miután a váci püspöki megye kötelékébe felvették, egy évet mint növendék Nagyszombatban töltött. Püspöki engedéllyel a VIII. osztályt Szegeden végezte 1864-ben. A váci papnevelőben négy évet töltött. 1868. augusztus 24-én áldozópappá szenteltetett föl. Nyilvános papi működését Nándorban kezdte meg; onnét Nagykőrösre került. Kecskeméten a reáliskolában és a református kollégiumban a katolikus fiúk hitoktatója volt; majd Csongrádon mint káplán és az állami tanítóképzőnél mint hitoktató működött. 1878-ban nevelő volt. 1881. november 23-án Kiskunfélegyházára a Kalmár-kápolnához nevezték ki lelkésszé, egyszersmind népiskolai hitelemző is volt.
Cikkei a Religióban (1873. Városunk történetéből három év, 1875. Kecskemét és Nagy-Kőrös hitélete a multban és jelenben); az esztergomi Isten Igéje cz. folyóiratnak 1876-ban munkatársa volt; a Jó Pásztor cz. havi folyóiratnak 1880-tól állandó dolgozó társa; a Borromaeusban (1895-ig) egyházi szónoklatai jelentek meg.

## Munkái
- Pápai csalatkozhatlanság. Kecskemét, 1872.
- Mindegy-e bármily vallást követni? Eger, 1873.
- Római kath. világegyház igazsága és szépsége. Eger, 1873.
- Józsefet irigységből eladják testvérei. Bibliai beszéd. Eger, 1877.
- Izsák egybekelése Rebekával. Bibliai beszéd. Eger, 1877.
- A szentirás és a tiszta ész. Bpest, 1880.
- Bünbánók könyve. Eger, 1881. (2. és 3. kiadás.)
- A nagy Isten eszméje. Eger, 1881.
- A szeretet és fájdalomnak anyja. Rév-Komárom, 1882.
- Szűz Mária könyve. Rév-Komárom, 1883.
- Te ki vagy? Rév-Komárom, 1883.
- A kath. egyház szertartásai. Elemi iskolák számára. K.-K.-Félegyháza, 1888. (2. jav. kiadás. Rév-Komárom, 1890.)
- A kath. egyháztörténet rövid foglalatja több szent életrajzával, néptanodák, polgári és iparos iskolák használatára. Rév-Komárom, 1890. (Ism. M. Sion 1891.)
- Rövid synchronismus, vagyis a világtörténelmi események egyidejűségének rövid feltüntetése a vízözöntől Jézus Krisztus idejéig. Rév-Komárom, 1892.